# Burkhard Heim
Burkhard Heim (Potsdam, 9 februari 1925 - Northeim, 14 januari 2001) was een Duitse theoretisch natuurkundige. 

## Leven
Hij wijdde een groot deel van zijn leven aan de speurtocht naar een verenigde veld theorie waarnaar bijvoorbeeld ook Albert Einstein zocht. Tijdens de Tweede Wereldoorlog werkte Heim aan explosieven voor het Duitse leger. Bij een ongeluk in zijn laboratorium verloor hij zijn beide handen en werd nagenoeg blind en doof. Ondanks deze meervoudige handicaps wist hij na de oorlog toch af te studeren als natuurkundige onder Carl Friedrich von Weizsäcker maar kon niet meer goed communiceren met andere wetenschappers in teamwork. De rest van zijn leven werkte hij in afzondering aan zijn unificatietheorie.
In de jaren 70-90 publiceerde hij de voorlopige resultaten van zijn onderzoekingen. Er werden verschillende tests uitgevoerd met zijn specificaties en zijn theorie voorspelde verschillende natuurkundige constanten zeer nauwkeurig. Het veel beter bekende standaardmodel kon dit lang niet zo goed. Een reden waarom Heim en zijn theorie zo slecht bekend zijn is dat hij zoals gezegd in grote afzondering werkte en omdat hij een vrije onbekende en zeer moeilijke wiskundige notatie gebruikte. Ook weigerde hij zijn bevindingen in de gangbare wetenschappelijke tijdschriften te publiceren. Tevens ontwikkelde hij enkele excentrieke trekjes na zijn ongeluk die zijn geloofwaardigheid geen goed deden. Toch zijn er natuurkundigen die zijn werk proberen te begrijpen en om te werken tot meer gebruikelijke publicaties en hem zelfs vergelijken met grootheden als Einstein, Edward Witten en Stephen Hawking.

### Biografie
- Engels
- Duits

### Tijdschriftartikelen
- (en) Artikel New Scientist
- (en) Artikel News Scotsman
- (en) Artikel Daily Mail